# 高嶺のハナさん
『高嶺のハナさん』（たかねのハナさん）は、ムラタコウジによる日本の漫画。『週刊漫画ゴラク』（日本文芸社）にて、2018年から不定期連載中。2025年5月現在、シリーズ累計発行部数は160万部を突破している。
2021年4月期に泉里香の主演によりBSテレビ東京でテレビドラマ化され、2022年10月期に続編が放送された。

## あらすじ
創業100年を迎える老舗お菓子メーカー、ミツバチ製菓。このミツバチ製菓の商品企画部に属する高嶺華は、美人で仕事のできるバリバリのキャリアウーマン。職場では常にクールで男どもを近寄らせない雰囲気を漂わせているが、実は彼女は後輩で部内一のポンコツダメ社員、弱木強に密かに恋していた。華は弱木のことが気になりすぎて、弱木に振り向いてもらおうと色々と彼女なりに努力はするものの、仕事ではついついキツく当たってしまうなど、全てが空回りしてしまう。
そんなある日、華は社長から特命プロジェクトの責任者に指名され、パートナーとともに取り組むよう指示される。意を決して弱木をパートナーに指名しプレゼンに向けて準備を進めていた中で、社内プレゼンの直前の帰り際の駅のホームで気持ちが抑えられなくなり、ついに弱木に告白する。のち社内プレゼンは大成功を収め、プレゼンのあと弱木からも「今はお付き合いはできないが（華とお付き合いできるよう）ふさわしい男になる」と逆に華に告白される。
こうして二人の仲は少しずつ動き出した…のだったが、気がつけば弱木に恋していた総務部のアイドル天井苺や、弱木の同期である淀屋橋うめが商品企画部に異動してきたことで身近にライバルが増えてしまい、華は相変わらず気が気でない状態が続くのであった。そして、商品企画部の伝説的大エースと呼ばれた不動凪も海外から戻ってくる。

## 登場人物

### 主要人物
高嶺 華（たかみね はな）〈27〉
大手老舗お菓子メーカー『ミツバチ製菓』に勤務する商品企画部所属のキャリアウーマン。
彼女が企画する商品は必ずといっていいほど大ヒットするエースで、またその美貌から男性社員の憧れの的であるが、常にクールであることから大企業の幹部かプロ野球選手と付き合っているという噂がある。
実は同じ部署に所属する弱木のダメっぷりに惚れているが、恋愛に関しては小学5年生レベルで、いつも弱木にきつい当たりをしてしまうことを影で泣きながら後悔している。
あの手この手で弱木を振り向かせようとするが、華と弱木のギャップの差と鈍感な弱木によって常に空振りで終わってしまう。
華自身も「弱木が天井と付き合っている」と思い込んでいたり、可愛い娘が好きだと思っているという理由でゆるふわな服を着てくるが、弱木に「似合わない」と言われたことにショックで嫌われたと思い込んだりする（華はスーツ姿が似合うという意味での発言である）。
社長から、日本のお菓子をアピールするプロジェクト「COP（クールジャパン・オカシ・プロジェクト）」に自身が指名したパートナーとともに取り組むよう責任者として任命されたことで、パートナーに弱木を指名する。COPの社内プレゼンの直前、帰り際の駅のホームで弱木に告白する。
小学生のころのエピソードがあり、遊園地のお化け屋敷の中であまりの恐怖に失禁したり、本当はウサギ目当てで飼育係をやりたかったが学級委員に推薦されるなど周囲の期待を裏切れない姿が紹介されている。
弱木 強（よわき つよし）〈24〉
『ミツバチ製菓』商品企画部所属。根本的に不器用で、かつ発想がポンコツであるためあらゆる企画が没になるダメ社員。マザコン気質がある。きょうだいは妹がいる。
華を尊敬の意味で惚れており、華に認められようと日々努力をしているが、いつもダメ出しを食らって叱られてばかりいる。華が自分に惚れていることにはまったく気づいていなかったが、華からの告白を受け入れる。
甘党で、自身のインスタントグラムではよくスイーツの写真をあげている。
成果が出していないとのことで人事部から猶予付きで青森工場への転勤を命じられ、本社残留の条件とされたコンテストでは1位こそ獲れなかったもののアイディアの良さが評価され転勤は一旦白紙となった。しかしこのままではダメになると感じ、自ら青森工場への転勤を志願。9巻より青森工場へ勤務し、11巻で東京へ戻っている。
単行本のおまけのページで、作者のムラタは本作を実写化したときのイメージは「神木くん」と述べている（実写化ドラマでは小越勇輝が演じた）。
更田 元気（さらだ げんき）〈25〉
『ミツバチ製菓』商品企画部所属。社内一のプレイボーイで、会社の女性社員を食っているという噂があることから「チャラ田」という蔑称がつけられている。弱木に対してちょっかいを出す一方、相談をしてきた華が自分に惚れていると勘違いしている。
天井 苺（あまい いちご）〈22〉
『ミツバチ製菓』総務部所属。「可愛いは正義」を具現化した子で、幼い頃から周りにチヤホヤされて育っており、また職場でも彼女を支持する社員によって「イチゴ親衛隊（ストロベリーズ）」が結成されている。自分にまったく興味を示さない弱木に苛立ち、何としても振り向かせようとするが、鈍感すぎるために空振りに終わってしまう。また華が弱木を振り向かせようとする行動のせいで「イチゴ親衛隊」が華側に流出していることや、華が弱木に惚れていることに気づいたため色々と嫌がらせをするも、華のポテンシャルの高さから上手くいっていない。そうこうしているうちに、いつの間にか自身が弱木に惚れていたことに気付き、弱木に告白するもフラれてしまう。
その後、自分自身が成長しなければ弱木に振り向いてもらえないと感じ、髪を切ってショートヘアにした上で、念願叶って華や弱木らのいる商品企画部に異動した。配属初日の夜の居酒屋での歓迎会のあとの二次会のあと、近所の公園に華を呼び出し、二人で腹を割って話し合いお互い弱木が好きなことを確認する。そして、その場で華に恋のライバル宣言をする。
淀屋橋 うめ（よどやばし うめ）
弱木と同期入社で、大阪支社に配属されていたツインテールの女性社員。自称「大阪では超優秀」で、苺と同じく異動で本社の商品企画部に配属された。『大阪のおばちゃん』的ノリの明るい性格で、ベタな関西弁を話す。異動初日から始業ギリギリの出社だった上に、たこ焼きを摘まみながら現れたため、更田からは「タコヤキ」と呼ばれている。
新人研修では弱木と同じチームで、弱木のことは「ツヨシ」と呼び、また弱木からは「うめちゃん」と呼ばれたほどお互い仲が良い。歓迎会での居酒屋では真っ先にビールと唐揚げを注文するなど弱木の好みを知っているだけでなく、酔った勢いでいきなり弱木に「むっちゃ好きやねん」と言いながら抱きついたりした。ただ、華や苺にも「ええ人～」などと言いながら抱きついたりしており、気持ちが高ぶると誰彼構わず抱きつく癖がある。
不動 凪（ふどう なぎ）
商品企画部の伝説的大エースと呼ばれた男で、エースの華でさえ尊敬の念を抱くほど有能。それまで5億ドルの商談を決めるなど海外営業で活躍していたが、急遽商品企画部に呼び戻される。苺、うめより一日遅れて翌日の朝、本社ビル屋上のヘリポートにヘリコプターで駆けつけ姿を現す。
元々寡黙だが、特に商談が決まりかけの時などここぞという時には無駄なく一言二言しか話さない。不動を出迎えた華に対しても、華の頭をポンと叩きつつ一言「Baby」とだけ発して去っていき、それを聞いた華は「私はまだ赤ちゃん同然」（まだまだ不動の足元にも及ばない存在）と思わせたほど。
実は華に激しく恋しており、あまりにも華が愛おしすぎるため、一緒にいては身が持たないと感じ、自ら申し出て海外に長期赴任していた（更田は新人の年に1年だけ一緒にいたため、不動の凄さを身をもって知っている）。海外で数年いれば華のことは忘れるだろう…と思っていたものの、帰国しても華を見ると気持ちが昂揚してしまい、結局は諦めきれていない。企画会議で皆が絶賛した華の新商品アイディアを、内心では高く評価しながら低評価を下すなど気持ちと態度がバラバラで、さらに誰も見ていないところでは自己嫌悪ばかりしており、華が弱木にアプローチするも上手くいかず自己嫌悪ばかりしていた頃と全く同じことを繰り返している。

### ミツバチ製菓本社
ミツバチ製菓社長
名前は不明。眼鏡を掛け髭を生やし、頭髪の無い年配男性。華の実力を高く評価し、会社の特命プロジェクト「COP」の責任者に華を指名する。
原作では男性だが、テレビドラマでは女性に変更され「一ノ瀬一子」という名前が付けられている。
ミツバチ製菓企画部部長
名前は不明。眼鏡を掛けた中心分けの中年男性。
突如社員旅行を催行するなどイベント好きで、宴会後肝試しを企画し被り物をして待機していたが外出した華と弱木以外誰も来ず、さらに不審者と見做されて警察に職務質問を受け、翌朝泣いていた。
理須 虎子（りす とらこ）
ミツバチ製菓人事部長。かつては大手銀行の人事を行なっており、ヘッドハンティングでミツバチ製菓にやってきた。
就任早々容赦ない人事を行なっており、弱木を呼び出して「会社の穀潰し」と言い放ち青森工場への転勤を命じる。しかし弱木のチャンスが欲しいとの嘆願に4か月の猶予を与えた。本来であれば猶予を与えることはないが、弱木の可能性を感じている模様。

### ミツバチ製菓青森工場
愛染 嵐 （あいぜん あらし）〈41〉
ミツバチ製菓青森工場班長。常にイライラしており、気に入らないことがあると舌打ちをする。工場内での人事権を持っており、さらなる僻地への異動や解雇することもできる。
転勤早々遅刻した弱木に圧力をかけて心を折ろうとするが、企画書を何度も破られている弱木に通用せず、調子を狂わされている。
元々は本社におり、不動とは同期で良きライバルであったが、このままでは不動に敵わないと思い自ら青森転勤を志願している。家族は娘がいる。
実は青森工場は愛染が来た直後は荒れた現場で、愛染が立て直そうとしたが不真面目な社員のせいで妻が事故死してしまう。この件を機に性格が変貌し不真面目な社員を粛清。離職率改善や生産効率向上を達成したが、弱気に対しての叱責場面を動画で拡散されたためパワハラ上司として本社からも問題視されてしまう。しかし弱気をはじめ工場従業員の懇願により班長として残ることができた。
粕賀 誠実（かすが せいじ）
ミツバチ製菓元人事部社員。弱木の青森転勤の際同席していたが居眠をしており、しらばくれようとしたが理須にバレて逆鱗に触れてしまう。また部外秘のはずの弱木の異動も部外者へ喋ったりとコンプライアンスに欠如した行動をとっていた。
そのため弱木と一緒に青森工場へ飛ばされたが、愛染の媚を売ろうとして逆にキレられたり、愛染が弱気を叱責する場面をこっそり動画撮影のうえSNSに拡散し炎上の要因を作ってしまう。黙っていれば問題ないとタカをくくっていたところ愛染にはバレバレだったが逆に感謝され、以降真面目に働くようになった。
青山 千雪（あおやま ちゆき）〈22〉
ミツバチ製菓青森工場社員。初日から遅刻した弱木を放っておけず、翌日溺れていた犬を弱木が助けた時を遅刻覚悟で知り合いの動物病院へ連れていったり、パチンコで勝ったからと赤森と3人で寿司屋へ行き奢るなど色々と面倒を見ている。
赤森 倫子（あかもり りんこ）〈22〉
ミツバチ製菓青森工場社員。青山とよく一緒にいる。青山曰く「弱木に似ている」。

### その他
高嶺の母
高嶺の母親で、高校教師。「鬼の高嶺」と呼ばれている。1巻から登場しており、コスプレをしていた娘に戸惑っていた。11巻で再登場し、弱気を見て「きゃわちい」と言って認めている。
テレビドラマでは「高嶺リツ」の名前が付けられている。
高嶺の父
こちらも高校教師。テレビドラマ未登場のため名前は不明。本来は優しい父親であるが、世界一かわいいと思っている娘が連れてきた弱気にどう接すればいいかわからず「お前にお父さんと言われる筋合いはない」と心に思っていないことを言ったり突然涙が止まらなくなってしまった。それでも純粋な弱木の振る舞いによって心の底から弱気を認めるようになった。
弱気の母
弱気同様のほほんな性格をしている。妹と一緒にいることが多い
テレビドラマでは「弱気勝代」の名前が付けられている。
弱気の妹
こちらものほほんな性格をしている。
テレビドラマでは「弱気勝子」の名前が付けられている。
津風呂 国彦（つぶろ くにひこ）
更田の親友で、不動産屋を営んでいる。ツーブロック髪の体育会系の容姿をしており、弱気と一緒に訪れた高嶺は不安そうにしていたが、巧みなやり方で予算オーバーの物件を契約させる手腕を持つ。
きなこ
青森工場出勤時に溺れていたところを弱木に助けられ、そのまま飼われている子犬。弱木と青山には最初から懐いているが、高嶺には吠える。お尻を嗅ぐと懐くようになる。

## 書誌情報
- ムラタコウジ『高嶺のハナさん』 日本文芸社 〈ニチブンコミックス〉、既刊12巻（2025年5月9日現在）
  1. 2019年7月29日発売[22]、ISBN 978-4-537-13951-8
  2. 2020年4月27日発売[23]、ISBN 978-4-537-14236-5
  3. 2020年9月17日発売[24]、ISBN 978-4-537-14282-2
  4. 2021年4月8日発売[25]、ISBN 978-4-537-14360-7
  5. 2021年9月9日発売[26]、ISBN 978-4-537-14406-2
  6. 2022年2月28日発売[27]、ISBN 978-4-537-14469-7
  7. 2022年9月8日発売[28]、ISBN 978-4-537-14543-4
  8. 2023年2月27日発売[29]、ISBN 978-4-537-14610-3
  9. 2023年8月29日発売[30]、ISBN 978-4-537-14688-2
  10. 2024年3月29日発売[31]、ISBN 978-4-537-14792-6
  11. 2024年10月19日発売[32]、ISBN 978-4-537-14907-4
  12. 2025年5月9日発売[4]、ISBN 978-4-537-17230-0

## テレビドラマ
2021年4月11日（10日深夜）から6月27日（26日深夜）まで、BSテレビ東京の「真夜中ドラマ」枠で放送された。主演は本作がテレビドラマ初主演となる泉里香。
第1話は見逃し配信が1週間で100万回再生を記録した。
2022年10月2日（1日深夜）から12月18日（17日深夜）まで同枠でレギュラー出演者が続投し、続編となる『高嶺のハナさん2』が放送された。
本稿では便宜上、SeasonをSと省略して表記する。

### 登場人物（テレビドラマ）

#### 主要人物
高嶺 華（たかみね はな）〈32〉
演 - 泉里香（7 → 12歳時：新津ちせ）
本作の主人公。老舗お菓子メーカー「ミツバチ製菓」の商品企画部のキャリアウーマン。
企画した商品が軒並みヒットする優秀な社員だが、恋愛スキルが小学5年生で止まっている。ピュアな弱木に恋心を抱くが本人を目の前にするとキツく当たってしまい、本心を伝えられず陰で後悔している。
Season2では弱木と交際するようになり、恋愛スキルを小学6年生まで進級させている。
弱木 強（よわき つよし）〈26〉
演 - 小越勇輝
商品企画部イチのダメ社員。華が恋する年下男性。優秀な先輩の華を尊敬している。
華の気持ちを知らず常に彼女からキツく当たられ、嫌われていると思い込んでいた。
天井 苺（あまい いちご）〈22〉
演 - 香音
総務部のアイドル社員。社内に「イチゴ親衛隊」を従える。
自分に興味を示さない弱木を何とか振り向かせようとするが、鈍感過ぎて気付いてもらえない。後に社長に直談判して商品企画部に異動する。
更田 元気（さらだ げんき）〈31〉
演 - 猪塚健太
商品企画部の社員。プレイボーイで、通称チャラ田。
華が自分に気があると錯覚していたが、弱木と交際していると知りショックを受ける。
不動 凪（ふどう なぎ）
演 - 小柳友（S2第1話 - ）
華の憧れの上司。7年ぶりにニューヨーク支社から帰国、リムジンによるVIP待遇の送迎で華や弱木らの前に姿を現す。密かに華に想いを寄せている。
新事業計画「HOP（ヘルシー・オカシ・プロジェクト）」の企画審査を行う。
淀屋橋 うめ（よどやばし うめ）
演 - 中村里帆（S2第1話 - ）
弱木の同期。大阪支社から東京の商品企画部に転勤してくる。関西弁で話す。
弱木と仲が良く華と苺を動揺させる。

#### 周辺人物
一ノ瀬 一子
演 - しゅはまはるみ（S1第4話 - 第5話・第9話 - 第10話、S2第1話 - 第5話・第9話・第11話 - 最終話）
ミツバチ製菓の社長。
海山 夏樹
演 - 杉山ひこひこ（S2第1話 - 第3話・第9話）
ミツバチ製菓の部長。

#### その他
居酒屋の大将（S1、S2） - 市川源
ミツバチ製菓社員（S2） - 小玉丈貴、颯駿介、武西義敬、有働樹希、山田果歩、谷茜子、KARIN、小川李奈、春木ひなた、鈴木咲稀

#### ゲスト

##### Season1
第1話
- 阿久津 ススム（商品企画部長） - 福澤重文[49]（第3話）

第2話
- 高嶺 リツ（華の母親） - 大沼百合子[50]（第4話・最終話）
- 弱木 勝代（強の母親） - 森田亜紀[50]
- 弱木 勝子（強の妹） - 染野有来[50]
- ラーメン屋の店主 - キャッチャー中澤[51]
- 役名不明 - 直江幹太、小林風花[52]

第3話
- 山根 三郎（伊豆のわさび農家） - 諏訪太朗[53]

第4話
- 恐山 歩（お化け屋敷を運営するイベント会社の社員） - 吉岡睦雄[54]

第5話
- 園田 エミ〈22〉（天井苺の友達） - 森田想[55]（第8話）

第8話
- さりな〈24〉（更田の女） - 砂田萌[56]

第11話
- 雪山 幸夫（商品企画部長） - 小林博[57]（最終話）

##### Season2
第1話
- ハードボイルドチョコを欲しがる少年 - 戸井田竜空[39]

第5話
- 面接官（ハナが就活時の面接官） - 田森就太
- 役員（ハナが就活時の会社役員） - 数ヒロキ

第11話
- 従業員 - 湯浅奈美
- 高齢の女性 - 辻川幸代

最終話
- 水族館の従業員 - 池田朋弘
- ニューヨーク支社の社員 - ジョシュア・トムソン

### スタッフ
特記なき場合はSeason1、Season2共通。
- 原作 - ムラタコウジ『高嶺のハナさん』（日本文芸社「週刊漫画ゴラク」連載）
- 脚本 - 岡庭ななみ、宮本勇人、内藤瑛亮（S1）、渋谷英史（S2）
- 音楽 - 有田尚史
- 主題歌 - さくらしめじ（SDR）
  - S1 - 「ストーリーズ（feat.ひらめ）」[58]
  - S2 - 「simple」[59]、「ブルースター」[59]
- ナレーション - 新津ちせ[34]
- フードコーディネーター - なるせゆき
- 取材協力 - カバヤ食品
- プロデューサー - 瀧川治水（BSテレ東）、清家優輝（ファインエンターテイメント）
- 監督 - 内藤瑛亮、堀江貴大（S1）、高杉考宏、塚田芽来
- 製作 - BSテレ東、ファインエンターテイメント、「高嶺のハナさん」製作委員会2021（S1）、「高嶺のハナさん2」製作委員会2022（S2）

### 放送日程
Season1
| 話数   | 放送日        | 脚本                | 監督     |
| ------ | ------------- | ------------------- | -------- |
| 第1話  | 2021年4月11日 | 岡庭ななみ          | 内藤瑛亮 |
| 第2話  | 4月18日       | 岡庭ななみ          | 内藤瑛亮 |
| 第3話  | 4月25日       | 岡庭ななみ          | 堀江貴大 |
| 第4話  | 5月02日       | 岡庭ななみ          | 堀江貴大 |
| 第5話  | 5月09日       | 岡庭ななみ          | 堀江貴大 |
| 第6話  | 5月16日       | 宮本勇人            | 高杉考宏 |
| 第7話  | 5月23日       | 岡庭ななみ          | 高杉考宏 |
| 第8話  | 5月30日       | 岡庭ななみ          | 塚田芽来 |
| 第9話  | 6月06日       | 宮本勇人 内藤瑛亮   | 内藤瑛亮 |
| 第10話 | 6月13日       | 岡庭ななみ 内藤瑛亮 | 内藤瑛亮 |
| 第11話 | 6月20日       | 岡庭ななみ 内藤瑛亮 | 内藤瑛亮 |
| 第12話 | 6月27日       | 岡庭ななみ 内藤瑛亮 | 内藤瑛亮 |

Season2
| 話数   | 放送日         | サブタイトル                                  | 脚本       | 監督     |
| ------ | -------------- | --------------------------------------------- | ---------- | -------- |
| 第1話  | 2022年10月02日 | ハナ危うし!恋のライバル出現                   | 岡庭ななみ | 内藤瑛亮 |
| 第2話  | 10月09日       | ハナと弱木が初キス!? うめと苺カラオケバトル!! | 岡庭ななみ | 内藤瑛亮 |
| 第3話  | 10月16日       | ハナの憧れの上司、不動凪登場!!                | 岡庭ななみ | 内藤瑛亮 |
| 第4話  | 10月23日       | ウチ来る?ハナが弱木を! 大プレゼンの可否は?    | 宮本勇人   | 高杉考宏 |
| 第5話  | 10月30日       | 破局!?ハナ、弱木にさよならを!?                | 岡庭ななみ | 塚田芽来 |
| 第6話  | 11月06日       | ハナと不動がゴルフで!!苺が弱木にキス!?        | 宮本勇人   | 塚田芽来 |
| 第7話  | 11月13日       | ハナが弱木にハグ!?うめの逆転、お好み焼き食感! | 渋谷英史   | 高杉考宏 |
| 第8話  | 11月20日       | チャラ田を蘇らせるチーム高嶺の輪              | 宮本勇人   | 高杉考宏 |
| 第9話  | 11月27日       | 優勝か!?プレゼン本番! 弱木の愛の告白!?        | 岡庭ななみ | 内藤瑛亮 |
| 第10話 | 12月04日       | 伊東旅行、多角関係騒動!?チャラ田の愛の告白!?  | 岡庭ななみ | 内藤瑛亮 |
| 第11話 | 12月11日       | ハナが行方不明に…。恋愛か仕事か究極の決断は!? | 岡庭ななみ | 内藤瑛亮 |
| 最終話 | 12月18日       | ハナと弱木、水族館で涙の告白と熱いキス!?      | 岡庭ななみ | 内藤瑛亮 |

- 第2話は『世界卓球2022 団体戦』の放送に伴う特別編成のため、43分繰り下げで0時43分 - 1時13分に放送。

| BSテレ東・テレビ大阪 真夜中ドラマ                                       | BSテレ東・テレビ大阪 真夜中ドラマ            | BSテレ東・テレビ大阪 真夜中ドラマ                      |
| 前番組                                                                  | 番組名                                       | 次番組                                                 |
| ----------------------------------------------------------------------- | -------------------------------------------- | ------------------------------------------------------ |
| 京阪沿線物語 〜古民家民泊きずな屋へようこそ （2021年1月10日 - 3月28日） | 高嶺のハナさん （2021年4月11日 - 6月27日）   | ホメられたい僕の妄想ごはん （2021年7月11日 - 9月26日） |
| イケメン共よ メシを喰え （2022年7月10日 - 9月25日）                     | 高嶺のハナさん2 （2022年10月2日 - 12月18日） | わたしの夫は-あの娘の恋人- （2023年1月15日 - 4月2日）  |